# Dănuț Coman
Dănuț Dumitru Coman (* 28. März 1979 in Ștefănești, Kreis Argeș) ist ein ehemaliger rumänischer Torwart im Fußball. Er bestritt insgesamt 252 Spiele in der Liga 1.

## Karriere

### Verein
Coman begann seine Karriere in der Saison 1997/98 beim FC Argeș Pitești in der Divizia A, wo er am 28. Februar 1998 zu seinem ersten Einsatz kam. Da er kaum zu Einsätzen kam, wechselte er in der Winterpause 1998/99 auf Leihbasis zu AS Rocar Bukarest in die zweithöchste Spielklasse, die Divizia B. Nach dem Aufstieg mit Rocar kehrte nach zu Argeș zurück, wurde aber erst in der Saison 2003/04 zum Stammspieler.
In der Winterpause 2004/05 verließ Coman Argeș und wechselte zum Ligakonkurrenten Rapid Bukarest. Im Januar 2009 wechselte er zum FC Brașov. Im Sommer 2010 kehrte er zu Rapid zurück, nachdem sein Vertrag in Brașov nicht verlängert worden war. Zu Beginn der Rückrunde 2010/11 eroberte er den Platz im Tor, musste aber nach einem Platzverweise seinem Konkurrenten Mircea Bornescu wieder den Vortritt lassen. Erst in der Schlussphase der Saison kehrte er zurück und qualifizierte sich mit seinem Verein für die Europa League. In der Spielzeit 2011/12 ist er wieder die Nummer eins im Tor und schaffte mit seinem Team erneut den Einzug in die Europa-League-Qualifikation. Gleichzeitig erreichte er das rumänische Pokalfinale, unterlag dort aber Dinamo Bukarest mit 0:1. Anschließend wechselte er zum amtierenden Vizemeister FC Vaslui. Diesen verließ er nach einem Jahr zum Ligakonkurrenten Astra Giurgiu. Dort schloss er mit seinem Team die Saison 2013/14 als Vizemeister hinter Steaua Bukarest ab und gewann anschließend das Pokalfinale 2014. Obwohl Stellvertreter von Silviu Lung Jr., kam er in der Liga auf 16 Saisoneinsätze. Nachdem er in der Spielzeit 2014/15 gar nicht mehr zum Zuge gekommen war, beendete er im Jahr 2015 seine Laufbahn.

### Nationalmannschaft
Dănuț Coman bestritt bislang 14 Länderspiele für die rumänische Fußballnationalmannschaft. Obwohl er für den Einsatz als Ersatztorwart an der Fußball-Europameisterschaft 2008 vorgesehen war, fiel er durch den Bruch des Daumens kurzfristig aus und konnte nicht teilnehmen.

## Erfolge
- Rumänischer Pokalsieger: 2006, 2007, 2014
- Rumänischer Supercupsieger: 2007
- Aufstieg in die Divizia A: 1999